# أميليا والش
أميليا والش هي دراجة كندية، ولدت في 2 أغسطس 1992.